# Olaf Reidt
Olaf Reidt (* 1964 in Gelsenkirchen) ist ein deutscher Fachanwalt für Verwaltungsrecht.

## Leben
Nach dem Abitur am Grillo-Gymnasium studierte Reidt zunächst an der Ruhr-Universität Bochum Rechtswissenschaft und Wirtschaftswissenschaft. Er wurde Mitglied in des Corps Neoborussia-Berlin zu Bochum. Er wechselte von dort an die Ludwig-Maximilians-Universität München und schloss sich auch dem Corps Transrhenania München an. Nachdem er 1989 das Referendarexamen bestanden hatte, schrieb er seine Doktorarbeit bei Rolf Grawert in Bochum. 1990 wurde er zum Dr. iur. promoviert und  war zwei Jahre Wissenschaftlicher Mitarbeiter am Lehrstuhl für öffentliches Recht und Europarecht (Hans D. Jarass). Dort befasste er sich vor allem mit Verfassungsrecht und Umweltrecht. Der Stifterverein Alter Corpsstudenten verlieh ihm 1992 die Klinggräff-Medaille. Nachdem er im selben Jahr die Assessorprüfung bestanden hatte, wurde er Rechtsanwalt in der Sozietät Redeker Sellner Dahs, zunächst in deren Bonner und dann in deren Berliner Büro. Die Humboldt-Universität zu Berlin ernannte ihn zum Honorarprofessor. Er war Mitglied mehrerer von der Bundesregierung einberufener Expertenkommissionen zur Fortentwicklung des Städtebaurechts (u. a. Expertenkommission zur Vorbereitung des EAG Bau 2004) und des Verkehrswegebaus (Innovationsforum Planungsbeschleunigung) und ist Mitglied des Beirats Verwaltungsverfahrensrecht beim Bundesministerium des Innern.
Seine Arbeitsschwerpunkte liegen im Öffentlichen Baurecht und Fachplanungsrecht (Luftverkehr, Straßen, Wasserstraßen), Wirtschaftsverwaltungsrecht, Immissionsschutzrecht, Vergaberecht und Enteignungs- und Entschädigungsrecht.

## Gremienarbeit
- Fachbeirat der Zeitschrift Baurecht
- Herausgeberbeirat der Zeitschrift für Europäisches Umwelt- und Planungsrecht
- ständiger Mitarbeiter der Zeitschrift Vergaberecht
- Vorstandsmitglied der Deutschen Gesellschaft für Baurecht[11]
- Mitglied der Deutschen Akademie für Städtebau und Landesplanung
- Mitglied im wissenschaftlichen Beirat des Zentralen Immobilienausschusses (ZIA)